# 京都府道206号向日町停車場線
京都府道206号向日町停車場線（きょうとふどう206ごう むこうまちていしゃじょうせん）は、京都府向日市を通る一般府道である。

## 概要
向日市寺戸町のJR西日本東海道本線 向日町駅前から福祉会館前交差点に至る。JR西日本と阪急京都本線の2つの駅前を通過する。西国街道の一部。

### 路線データ
- 起点：向日市寺戸町（向日町駅交差点、京都府道207号上久世石見上里線上）
- 終点：向日市寺戸町（福祉会館前交差点、京都府道・大阪府道67号西京高槻線交点、京都府道・大阪府道733号柚原向日線終点）

## 路線状況

### 重複区間
- 京都府道207号上久世石見上里線（向日市寺戸町・向日町駅交差点（起点） - 向日市寺戸町・梅ノ木交差点）

## 地理

### 通過する自治体
- 向日市

### 交差する道路
| 交差する道路                                                       | 交差する場所 | 交差する場所            |
| ------------------------------------------------------------------ | ------------ | ----------------------- |
| 京都府道207号上久世石見上里線 / 西国街道 重複区間起点              | 寺戸町       | 向日町駅交差点 / 起点   |
| 京都府道207号上久世石見上里線 / 大原野道 重複区間終点              | 寺戸町       | 梅ノ木交差点            |
| 京都府道・大阪府道67号西京高槻線 京都府道・大阪府道733号柚原向日線 | 寺戸町       | 福祉会館前交差点 / 終点 |

### 交差する鉄道
- 阪急京都本線

### 沿線
- JR西日本東海道本線 向日町駅
- 向日町駅前郵便局
- 阪急京都本線 東向日駅
- イオン向日町店
- 京都銀行 東向日町支店
- 京都中央信用金庫 東向日支店
- 京都信用金庫 向日支店
- 京都西山高等学校
- 向日町寺戸郵便局
- 京都向日町競輪場